# Азербайджано-афганские отношения
Азербайджано-афганские отношения — двусторонние отношения в политической, экономической и иных сферах.

## Дипломатические отношения
Афганистан признал независимость Азербайджана 21 декабря 1991 года. Дипломатические отношения установлены 16 ноября 1994 года.
Посольство Афганистана в Азербайджане открыто в ноябре 2012 года.
Посольство Азербайджана в Афганистане действует с 30 декабря 2020 года.
В парламенте Азербайджана действует рабочая группа по отношениям с Афганистаном. Руководитель группы - Муса Гасымлы.
В Национальной ассамблее Афганистана действует рабочая группа по отношениям с Азербайджаном.
Между странами подписано 15 договоров.

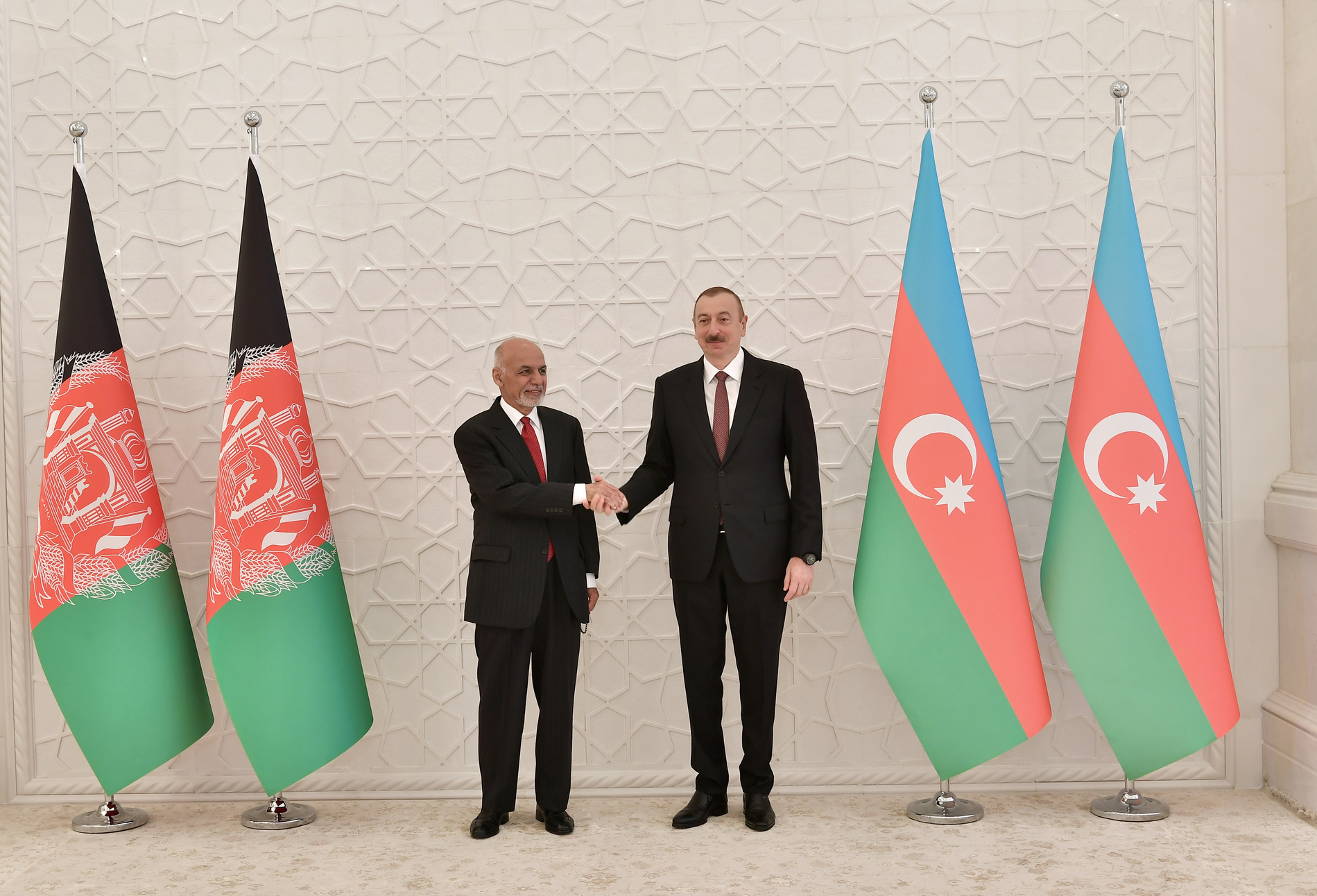
Ильхам Алиев и Ашраф Гани 26 октября 2019

## В области экономики
С 16 июля 2019 года действует межправительственная рабочая группа по экономическому сотрудничеству.

Товарооборот (тыс. долл)
| Год  | Экспорт Азербайджана | Импорт Азербайджана | Сумма товарооборота |
| ---- | -------------------- | ------------------- | ------------------- |
| 2020 | 37 724,58            | 31,06               | 37 755,64           |
| 2021 | 6 484,7              | 76,11               | 6 560,81            |
| 2022 | 782,95               | 22,17               | 805,12              |